# Асколи Пичено
А̀сколи Пичѐно (на италиански: Ascoli Piceno) е град в Средна Италия.

## География
Градът е административен център на едноименната провинция Асколи Пичено в област Марке. Разположен е при вливането на реките Тронто и Кастелано и е ограден от три страни с планини. Намира се на 26 км на запад от брега на Средиземно море. Крайна жп гара е на 26 километровото отклонение от крайбрежната линия от Равена до Реджо ди Калабрия. Население 51 264 жители (2009). Два естествени парка се намират в северозападната и южната част на града. Асколи е добре свързан чрез жп линия с Адриатическото крайбрежие и с града Сан Бенедето дел Тронто, както и чрез магистрала с Рим и Порто д'Асколи.

## История
Първите сведения за града датират от 286 г. пр. Хр., когато едноименният регион е бил Римска територия. Асколи е основан от италианския народ сабини, няколко века преди Рим, на важния път Виа Салария („Пътя към Салария“), който свързвал Лацио (в частност – Рим) с местата за добиване на сол на адриатическото крайбрежие. През 268 г. преди Христа градът става civitas foederata, формално независим от Рим. През 91 г. пр. Хр. заедно с още градове се вдига на бунт срещу Рим, но през 89 година пр. Хр. е завладян и унищожен от Помпей Страбо. Градът приема римско поданство, следвайки развитието и последвалия крах на Римската империя.

## Архитектура
Централната стара част на града е изградена от сив мрамор, добиван от околните планини. Централният площад Пиаца дел пополо (Площадът на нацията) е смятан за един от най-красивите в Италия. Според преданията Асколи Пичено е бил и домът на повече от двеста отбранителни кули от Средните векове, а могат да се видят петдесетина.
Катедралата в Асколи Пичено е построена през 15 век.

### Църкви и манастири
- Катедралата „Свети Емидо“, в която се намира резбована ограда зад олтара от Карло Кривели, живял и творил във и около града много години наред.
- Църквата в готически стил „Свети Франциск“ (започната през 1258 г.). Куполът е завършен през 1549 г. При страничния вход има статуя на папа Юлий II, докато главният вход е един от най-добрите образци за мраморно украсяване.
- „Сан Виторе“ (позната от 996).
- „Свети Августин“ (от 14 век). Манастирът помещава и градската библиотека, галерията за съвременно изкуство и аудитория.
- Манастирът „Свети Доминго“, училище, със своята галерия от епохата на Ренесанса с фрески от 17 век.
- Сан Томазо (1069), помещаващ много произведения на изкуството и построен с части от близкия римски амфитеатър.
- Дворецът на капитаните на нацията (на италиански: Palazzo dei Capitani del Popolo) е построен през 13 век и свързвал съществувалите по-рано сгради. Бил е седалище на подеста (название, давано на определени висши чиновници), националните капитани, а по-късно – и на папското началство.

### Други сгради
- Римски мост
- Дворецът на ломбардите и кулата Ерколани
- Фортреца Пиа, крепост, от която се управлявал градът, възстановена през 1560 г. от Папа Пий IV (откъдето идва и названието ѝ).
- Крепостта Малатеста, намираща се на място, което вероятно е било изпълнено с римски бани. Възстановена е от Галеото Малатеста, владетел на Римини. Зданието е разширено през 1543 г. и е използвано като затвор до 1978 г.
- В Кастел Трозино, недалеч от града, през 1893 година е открит рядък образец на ломбардски некропол.

## Икономика
Основни отрасли в икономиката на града са хидроенергетиката, електрометалургията и електрохимията. Има институт по бубарство.
Земеделието също има важно значение, отглеждат се главно пшеница, маслини и плодове.

## Култура
Празненствата започват от първата неделя на месец август. Историческият парад с участието на повече от 900 души, преоблечени в ренесансови костюми, е в чест на Свети Емидо, пазителя на града. След парада идва ред на турнира, наречен Куинтана, в който 6 рицари, всеки от които е представител на шестте околности на града, препускат с коне, опитвайки се да уцелят изображение на арабски войник. Силата и уменията са необходими за спечелване на голямата награда, наречена палио.

## Спорт
Футболният отбор на града се нарича Асколи Калчо 1898. Състезавал се е в трите най-горни италиански футболни групи Серия А, Серия Б и Серия С.

## Личности родени в Асколи Пичено
- Джузепе Пичони (р.1953), италиански кинорежисьор

## Побратимени градове
- Трир, Германия от 1958 г.